# Володимир Малецький
Володимир Малецький (нар. 5 вересня 1982, м. Дніпропетровськ, зараз Дніпро) — український лікар-діагност, міжнародний експерт у сфері медицини.

## Життєпис
Володимир Малецький народився 5 вересня 1982 року в місті Дніпропетровськ (нині — Дніпро).
З 2005 по 2014 Володимир Малецький служив військовим лікарем за контрактом в ряді країн та лікарем силових відомств.
З 2015 року працює лікарем-діагностом виїзної медичної практики в Африці, Індії, Азії, Європі, країнах СНД, Україні.

## Наукова та громадська діяльність
Учасник та організатор наукових конференцій, симпозіумів, конгресів у сфері медицини, в тому числі під егідою Всесвітньої Організації охорони здоров'я. Є автором та співавтором низки наукових статей, книг та публікацій.
Засновник громадської організації “Дніпро медичний”, медичного проекту “Академія здоров’я", має напрацювання по реформі медичної галузі.
Володимир Малецький прихильник здорового способу життя, фітолікування, психосоматики.
Вважає важливим в сучасній медичній практиці розвивати вміння лікаря віддавати пріоритет інтересам пацієнта.
Є ініціатором започаткування Всесвітнього дня киянина.

## Особисте життя
Розлучений.
Володимир Малецький активно подорожує. Професійно займається плаванням, кульовою стрільбою, шахами, музикою. Є автором більше 20 пісень, а також народного гімну міста Дніпро.
Автор віршів, гуморесок, поем, біографічних нарисів.